# Carlota Joaquina de Bourbon
Carlota Joaquina de Bourbon (Aranjuez, 25 de abril de 1775 – Queluz, 7 de janeiro de 1830), mais conhecida como Dona Carlota Joaquina, foi a esposa do rei D. João VI e Rainha Consorte de Portugal e Algarves, de 1816 até 1826, além de Rainha Consorte do Brasil de 1816 até 1822. Também foi Imperatriz Titular do Brasil.
Nascida como uma infanta da Espanha, ela era a filha primogênita do rei Carlos IV da Espanha e da sua esposa, a princesa Maria Luísa de Parma. Casou-se em 8 de maio de 1785, aos dez anos, com o então infante de Portugal D. João, Duque de Beja, segundo filho da rainha D. Maria I de Portugal e futuro rei D. João VI de Portugal, num tradicional casamento entre as famílias reais de Espanha e Portugal. Após a morte do filho mais velho e herdeiro de D. Maria em 1788, Carlota e o marido tornam-se herdeiros da coroa portuguesa e assumem o título de Príncipe e Princesa do Brasil.
Conspiradora e com pretensão à política, Carlota Joaquina começou a conspirar contra o marido, alegando que ele não tinha capacidade mental para governar Portugal e suas possessões, querendo assim estabelecer uma regência. Ambiciosa, ela também almejava a coroa espanhola para sua família, que na época tinha sido usurpada por José Bonaparte, irmão de Napoleão Bonaparte. Duas das suas filhas vieram a casar com Carlos, Conde de Molina, seu irmão, pretendente carlista ao trono espanhol.
Com a volta da família real a Portugal em 1821, Carlota foi confinada no Palácio Real de Queluz, período em que foi apelidada de a "Megera de Queluz", onde morreu solitária e abandonada pelos filhos em 7 de janeiro de 1830, aos 54 anos. Após sua morte, Carlota Joaquina, principalmente no Brasil, tornou-se parte da cultura popular e uma figura histórica importante, sendo o assunto de vários livros, filmes e outras mídias. Alguns estudiosos acreditam que ela tenha tido um comportamento rude e calculista, atribuindo-lhe o facto de ela odiar viver no Brasil.

## Primeiros anos e casamento

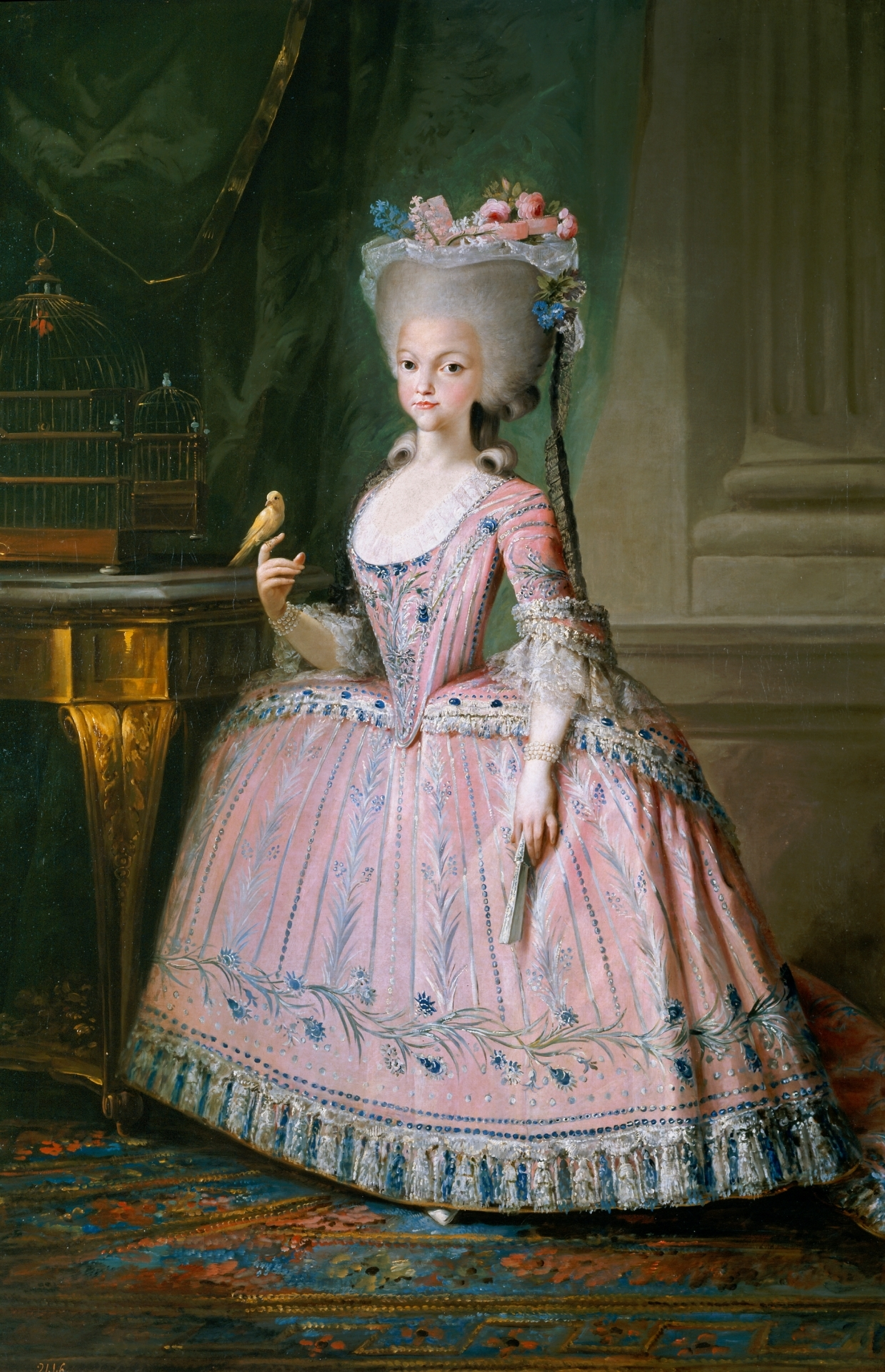
Carlota Joaquina com 10 anos de idade em 1785, por Mariano Salvador Maella

Nascida às 8 horas da manhã do dia 25 de abril de 1775 no Palácio Real de Aranjuez, Carlota Joaquina Teresa Cayetana de Borbón y Borbón-Parma era filha de Carlos IV da Espanha e sua esposa Maria Luísa de Parma, na altura então Príncipes das Astúrias.
Dona Carlota recebeu uma educação cuidadosa do Padre Scio; a infanta dominava geografia, história, latim, francês, português e espanhol, ademais era dotada de um talento valioso de facilidade para se expressar e boa escrita. Posteriormente, quando da sua chegada em Portugal, sua sólida e extensa cultura chamaria a atenção da corte lusitana. Teve uma infância feliz, era a neta preferida do rei Carlos III da Espanha.
Aos dez anos, em 1785, casou-se com o então Duque de Beja, o futuro rei João VI de Portugal, filho de Dona Maria I; as negociações de casamento tinham-se iniciado em 1778, com o contrato matrimonial sendo firmado em 8 de maio de 1785, quando Carlota tinha apenas dez anos e seu marido dezoito. No dia em que iria a Portugal, Carlota Joaquina pediu à sua mãe para que fizessem uma pintura sua com seu vestido vermelho para colocar na parede, no lugar do quadro da infanta D. Margarida de Habsburgo (à qual Carlota dizia superar em beleza).[carece de fontes?] Viajaram com a infanta o padre Felipe Scio, famoso teólogo espanhol e erudito, D. Emília O’Dempsy, a açafata, e D. Anna Miquelina, criada particular da princesa; Dom João e Dona Carlota casaram em pessoa no dia 9 de junho.
Sobre sua aparência, segundo a descrição de Albert Saviné, Dona Carlota carecia de todos os aspectos físicos que fazem uma mulher bonita: de baixa estatura, aparência delicada e enferma, com uma cabeça desproporcional e feições que careciam de finura. Ainda sobre sua aparência, Saviné descreve:
| «A Princesa do Brasil mal tinha um metro e meio na parte mais alta de seu corpo. Era manca, provavelmente um resultado de uma queda do cavalo que ele; suas costas estavam igualmente tortas na mesma direção. O busto do princesa era, como o resto do corpo, um mistério da natureza, que havia se empolgado em deformá-la. A cabeça, que poderia ter remediado aquela deformidade, era a cabeça mais bizarramente monstruosa que jamais poderia andar pelo mundo. Os olhos eram pequenos e muito próximos. Seu nariz, como consequência de seu amor pela caça e vida livre e errante, estava quase sempre inchado e vermelho como o de um suíço. Sua boca, a parte mais curiosa de sua figura repugnante era guarnecida com muitas fileiras de dentes pretos, verdes, brancos e amarelos, colocados obliquamente como um instrumento composto por várias juntas de dimensões diferentes. A pele era áspera e bronzeada e havia muitas espinhas nela, quase sempre em supuração, apresentando sua figura um aspecto repugnante. Colocadas no final de seus braços, suas mãos eram deformadas e escuras. O seu cabelo preto era eriçado, sendo impossível domá-los com uma escova, pente ou creme, parecia uma crina.» |

## Vida na corte lusitana

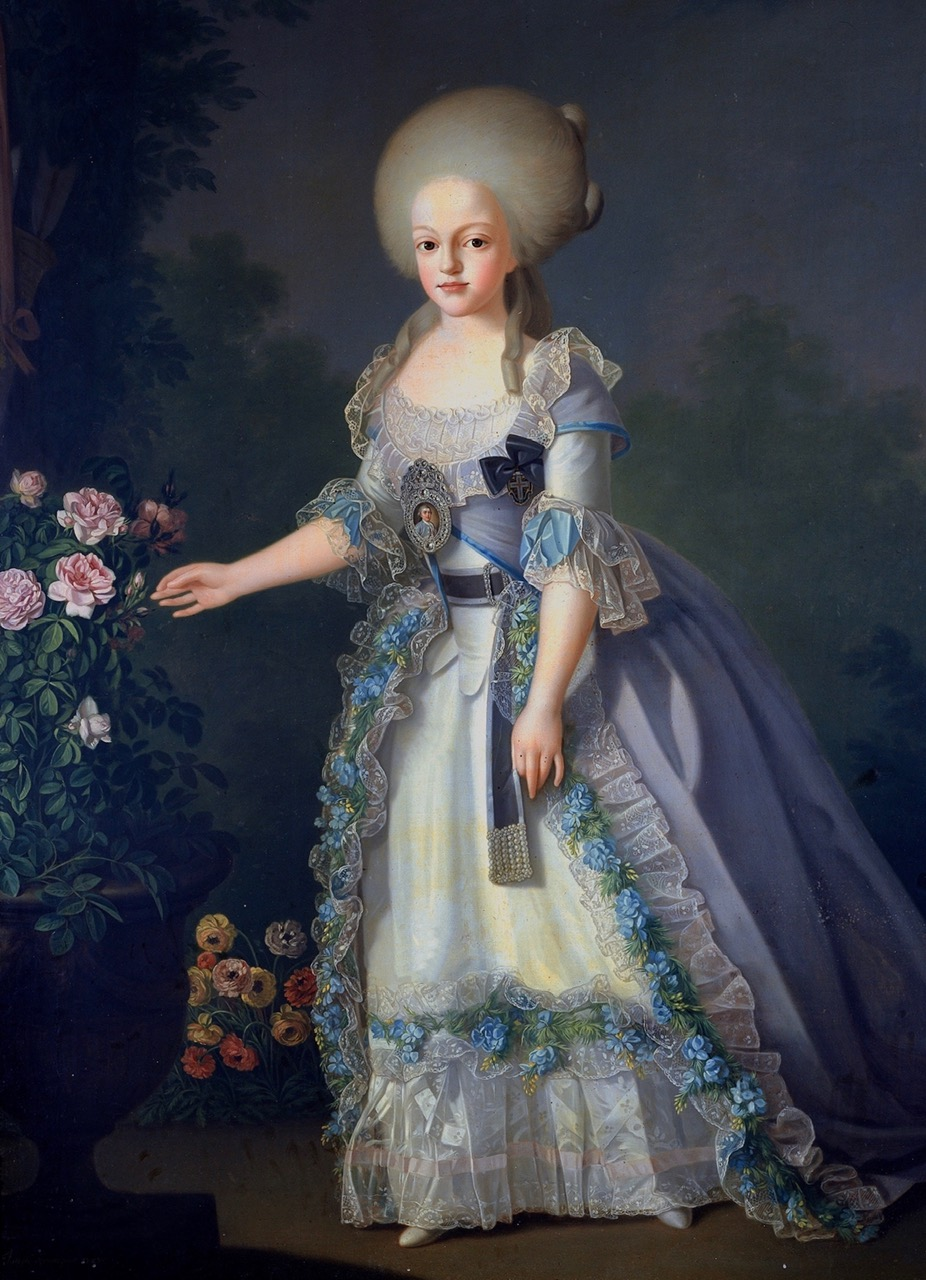
Retrato de Carlota Joaquina, por Giuseppe Troni, 1787

Carlota Joaquina não se adaptou bem à vida na corte portuguesa. O clima na corte dos Bragança diferenciava em muitos aspectos da alegre corte espanhola; enquanto em outras partes do mundo ocidental representavam o marco de uma nova sociedade baseada nos princípios iluministas, em Portugal a Igreja Católica impõe normas proibindo todo tipo de divertimento. Todavia, para o horror da camarilha lusa, Carlota provia festa espanholas nos jardins do Palácio de Queluz com danças andaluzas e ao som de alegres castanholas. A alegria e a vivacidade de Carlota eram as responsáveis pelas raras horas de descontração da rainha Dona Maria. Nesse ínterim, a saúde da rainha Dona Maria piora e Dom João é declarado Príncipe Regente de Portugal.

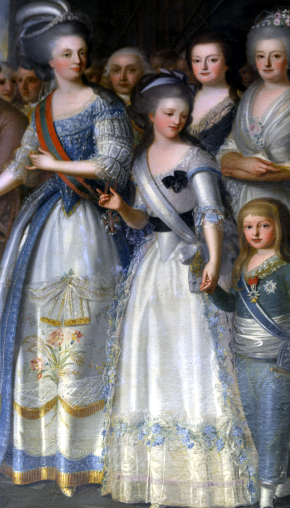
Carlota (ao centro) com a família real portuguesa em 1793

Por outro lado, o marido de Carlota, vítima de uma melancolia invencível, vivia vagando silenciosamente pelos claustros escuros do palácio, oprimido pela triste perspectiva de uma revolução. Dona Carlota e o marido tiveram nove filhos  e depois do nascimento da última criança o casal aparecia junto apenas em cerimônias da corte; eles viveram quase separados. Mesmo no Rio de Janeiro, onde o príncipe e a infanta viviam cada um no seu palácio; Dom João vivendo com a mãe e os infantes Pedro e Pedro Carlos, enquanto que Dona Carlota vivia rodeada das filhas e do infante Miguel.
A vida privada de Carlota enquanto infanta portuguesa sempre foi alvo de pesquisa por muitos historiadores, que dizem que O Infante D. Miguel não era filho do Príncipe Regente, mas a paternidade correspondia a um escudeiro da Infanta, segundo alguns, ou a um médico de Lisboa, segundo outros. Fundamentam tal afirmação dizendo que o referido Infante não tinha nenhuma semelhança física com o resto da descendência do príncipe.
Apesar de todos os rumores em torno de sua figura, Dona Carlota Joaquina possuía qualidades notáveis; sua educação era esmerada, era uma excelente mãe — educou pessoalmente seus filhos, era dotada de um extraordinário talento para os altos negócios políticos — dedicando várias horas de seu dia para os estudos, interessava-se, não só pelos assuntos de Portugal, mas também pelos que diziam respeito a Espanha; sua posterior atuação no Rio de Janeiro a favor dos interesses do Vice-Reino do Rio da Prata e o desenvolvimento do movimento político Carlotismo são provas de tal favorecimento espanhol.
Suas aspirações políticas e favorecimento espanhol são confirmados por volta do ano de 1806, quando, após o Príncipe Regente adoecer gravemente, formou-se a Conspiração do Alfeite, composta pelo Conde do Sabugal, o Marquês de Ponte Lima e outras figuras importantes da Corte, para elevar a Infanta Carlota à Regência. Sobre este fato, temos duas cartas da Infanta Dona Carlota, endereçadas a seu pai Carlos IV e sua mãe Maria Luísa. Na primeira carta, a infanta diz ao pai sobre a doença do Príncipe Regente e o motivo da corte lusa solicitar a sua intervenção no governo, com o objetivo de evitar uma guerra civil entre seus partidários e os do príncipe, garantindo um governo equilibrado. Carlota ainda suplica asilo político para si e seus filhos ao pai caso o plano falhe. A carta endereçada a sua mãe Maria Luísa é apenas para ela apoiar efetivamente a anterior reclamação perante Carlos IV. Tais cartas marcam a primeira intervenção documentada de Dona Carlota nos assuntos políticos. Contudo o plano foi descoberto; o Conde de Vila Verde propôs a abertura de um inquérito e a prisão dos implicados; Dom João, desejando evitar um escândalo público, opôs-se à prisão de sua esposa, preferindo confiná-la no Palácio de Queluz, enquanto ele mesmo iria morar no Palácio de Mafra, separando-se dela.

### Transferência da corte para o Brasil

#### Antecedentes
No fim de 1806 a situação internacional se aproximava de um ponto crítico. A França decretara o Bloqueio Continental, pretendendo isolar a Inglaterra dos seus aliados e romper sua rede comercial. Ao mesmo tempo, a invasão do Reino de Portugal e a deposição do seu monarca pareciam iminentes, e uma defesa armada era considerada inútil, diante da força do inimigo. Assim, em meados de 1807 ressurgiu a ideia da transferência da família real e da corte para o Brasil, que já havia sido cogitada em outras épocas de crise.
Na mesma altura, em julho de 1807, foram assinados os Tratados de Tilsit, entre a França e Rússia, e de Fontainebleau, entre a França e Espanha, onde definiu-se a conquista e partilha de Portugal; sobre o Tratado de Fontainebleau, Carlota Joaquina escreveu para o pai advertindo sobre a aliança firmada com o imperador francês:

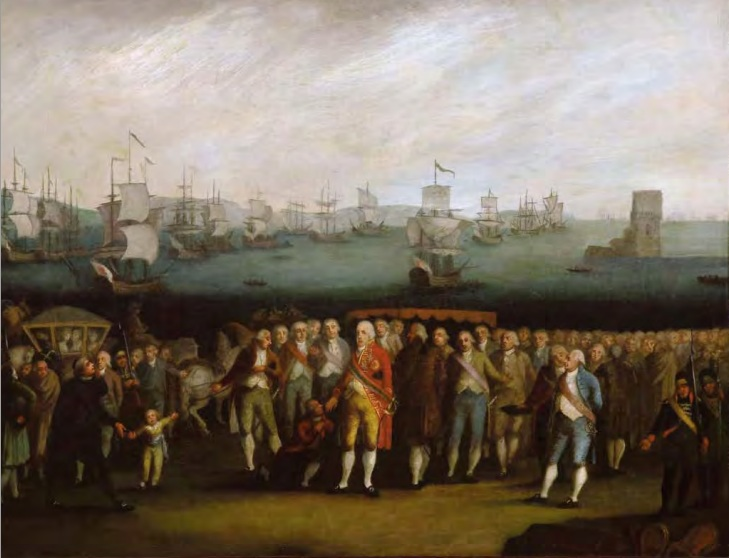
Embarque da Família Real Portuguesa

| «[…] Como pode confiar V M. Senhor no dito Governo [Napoleônico]? Está aparente que, felicitando com uma mão, com a outra ele está arquitetando sua derrocada!.» |

#### No Rio de Janeiro
Em 1808, as tropas francesas de Napoleão Bonaparte avançam em direção a Portugal através da Espanha natal de Carlota; afim de evitar uma usurpação da dinastia Bragantina pelos Bonapartes ocorre a transferência da corte portuguesa para o Brasil.
Em 29 de novembro de 1807, o embarque da família real portuguesa para o Brasil tomou lugar no cais de Belém; o Príncipe Regente embarcou no navio Príncipe Real acompanhado pelo Infante da Espanha Pedro Carlos, enquanto a Princesa Carlota Joaquina embarcou no navio Reina de Portugal, acompanhada das suas filhas e senhoras. Durante o caminho para o cais, a carruagem da rainha Dona Maria I estava em alta velocidade, afim de evitar manifestações do povo, ao que a rainha exclamou: Como fugir e sem ter lutado? Não corra tanto, eles vão pensar que estamos fugindo. Durante a travessia do oceano Atlântico, Dona Carlota e as filhas foram obrigadas a rasparem os cabelos e a usarem chapéus de musselina branca, devido a uma endemia de piolhos abordo. A chegada ao Rio de Janeiro foi no dia 27 de fevereiro; ao chegar Carlota Joaquina teria dito: Que horror. Antes Luanda, Moçambique ou Timor.
Foi durante a estada no Rio de Janeiro, entre os anos de 1808 e 1821, quando Dom João VI pôde realmente governar pessoalmente o Império Português, que Carlota Joaquina demonstrou muitas das facetas de sua personalidade.

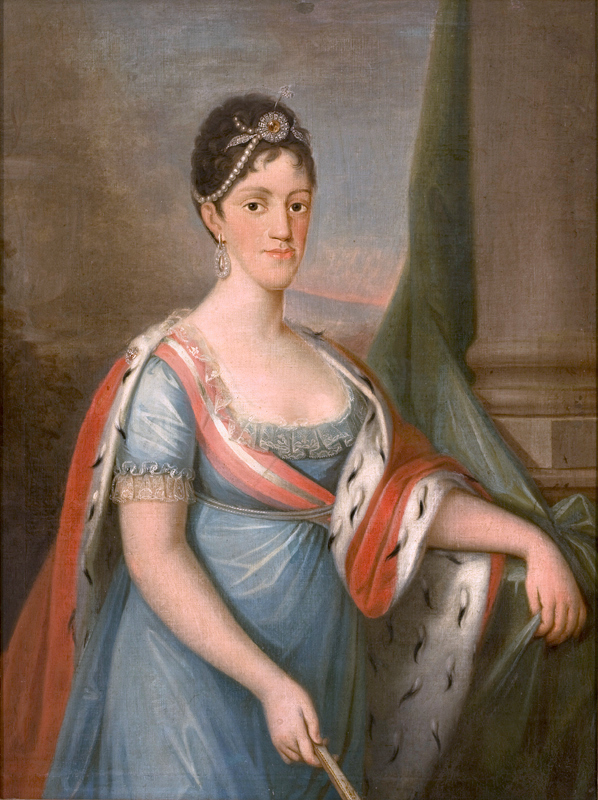
Carlota Joaquina

É fato sabido que ela tinha um fetichismo confesso em relação aos sapatos:
Assim como alguns contam carneirinhos para dormir, há quem diga que Carlota contava sapatos. Carneirinhos aparentemente são iguais, sapatos existem tantos quantos propõe o imaginário. Haja tempo para dormir! Carlota tinha, sem exagero, dezenas de pares, onde destacavam-se os vermelhos e os de salto alto. Homem sábio este, porque, os estudiosos do assunto juram que a cor vermelha é a cor da sedução. Mas, certamente não levou isto tão a sério, já que os mesmos estudiosos ainda nos lembram que o vermelho é também a cor do poder e da dominação. Carlota com seu instinto aguçado aprendeu desde menina que os sapatos de salto alto e ainda vermelhos, eram muito poderosos. Como a cor possui uma intensa força de comunicação, a vaidosa Carlota preferia os vermelhos acima de qualquer outra cor e os usava — altos — impedindo que alguém esquecesse quem ela era. Como se fosse possível. Então, o vermelho da Imperatriz do Brasil evidencia sua posição, comanda atitudes, ordena aos que a rodeiam. Segundo os especialistas ainda, o vermelho também é uma cor erótica e, talvez seja a mensagem de cor mais direta que se pode enviar, paixão e poder são claramente comunicados. Viajantes, surpreendiam-se com a quantidade de sapatarias existentes no Rio de Janeiro — capital do Império Português na América — repletas de trabalhadores nesta cidade onde, de cada seis habitantes, cinco andavam descalços. Mais ainda, ao observarem que as senhoras brasileiras, usavam sapatos de seda para andar em qualquer tempo nas calçadas de pedras desniveladas e mal cuidadas, esgarçando em pouco tempo o delicado tecido do calçado. Não esquecendo que naquele momento, também este tecido era tido como erótico conseqüentemente, os sapatos confeccionados com ele, representavam peças insinuantes. Assim, as senhoras também tinham objetos que por elas falavam. Apesar dos extremos das cores, as senhoras da Corte tinham sua munição e com ela comunicavam suas intenções, esperando serem admiradas como mulheres desejáveis, sem apelos diretos, que podiam estar sendo compreendidos como ameaçadores à sua posição de “senhora” numa sociedade patriarcal como a da época, bem como de enfrentamento à Carlota.
Ainda durante a sua estada no Rio de Janeiro, Dona Carlota morava em Botafogo e costumava tomar banho nua na praia da enseada. Ademais, era acostumada a passar as tardes na varanda da casa de Botafogo fumando a diamba e a preparar misturas com frutas e álcool que se assemelhavam à atual caipirinha.

## Tramas políticas

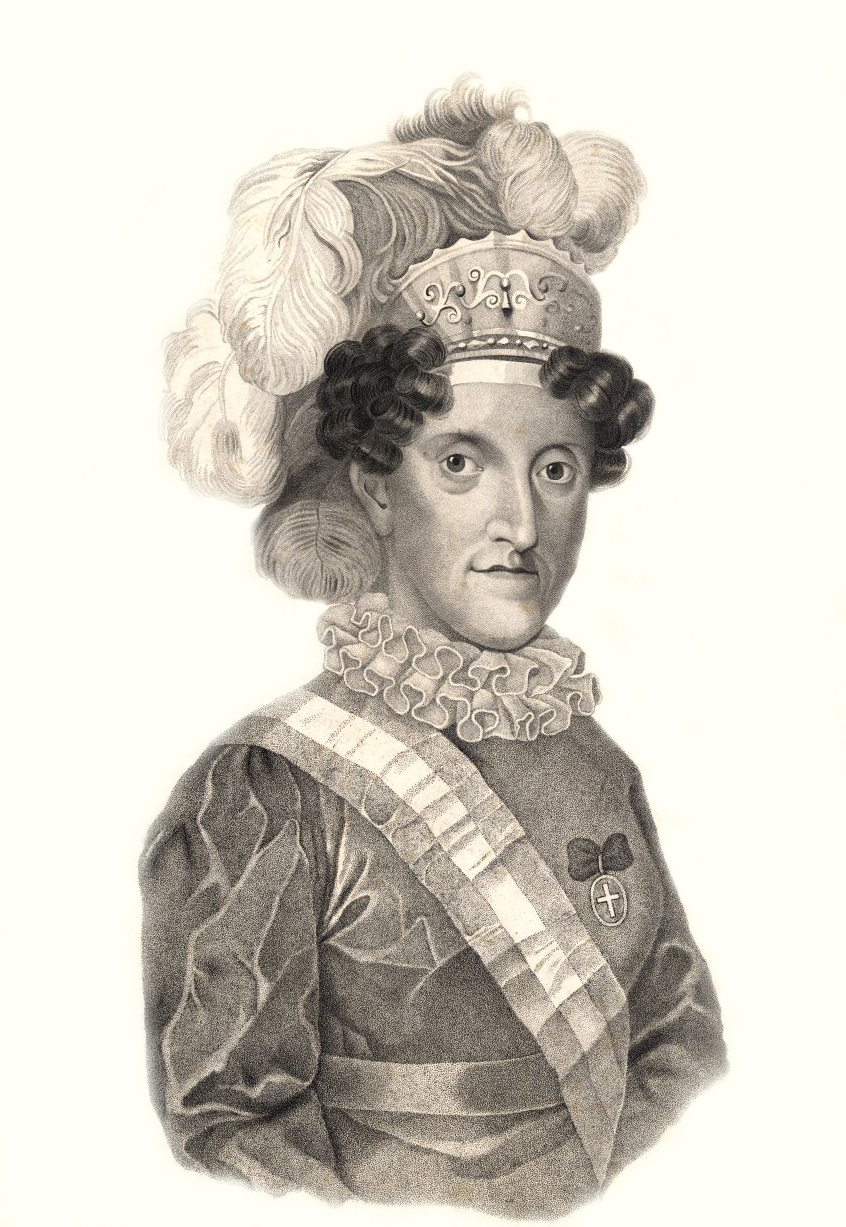
Carlota Joaquina - Manuel António de Castro, 1827
Biblioteca Nacional de Portugal

Por ser descartada das decisões muitas vezes, Carlota Joaquina organizou à sua volta um partido com o objetivo de tirar as rédeas do poder ao príncipe regente, prendendo-o e declarando-o incapaz de cuidar dos assuntos do Estado, tal como sua mãe.

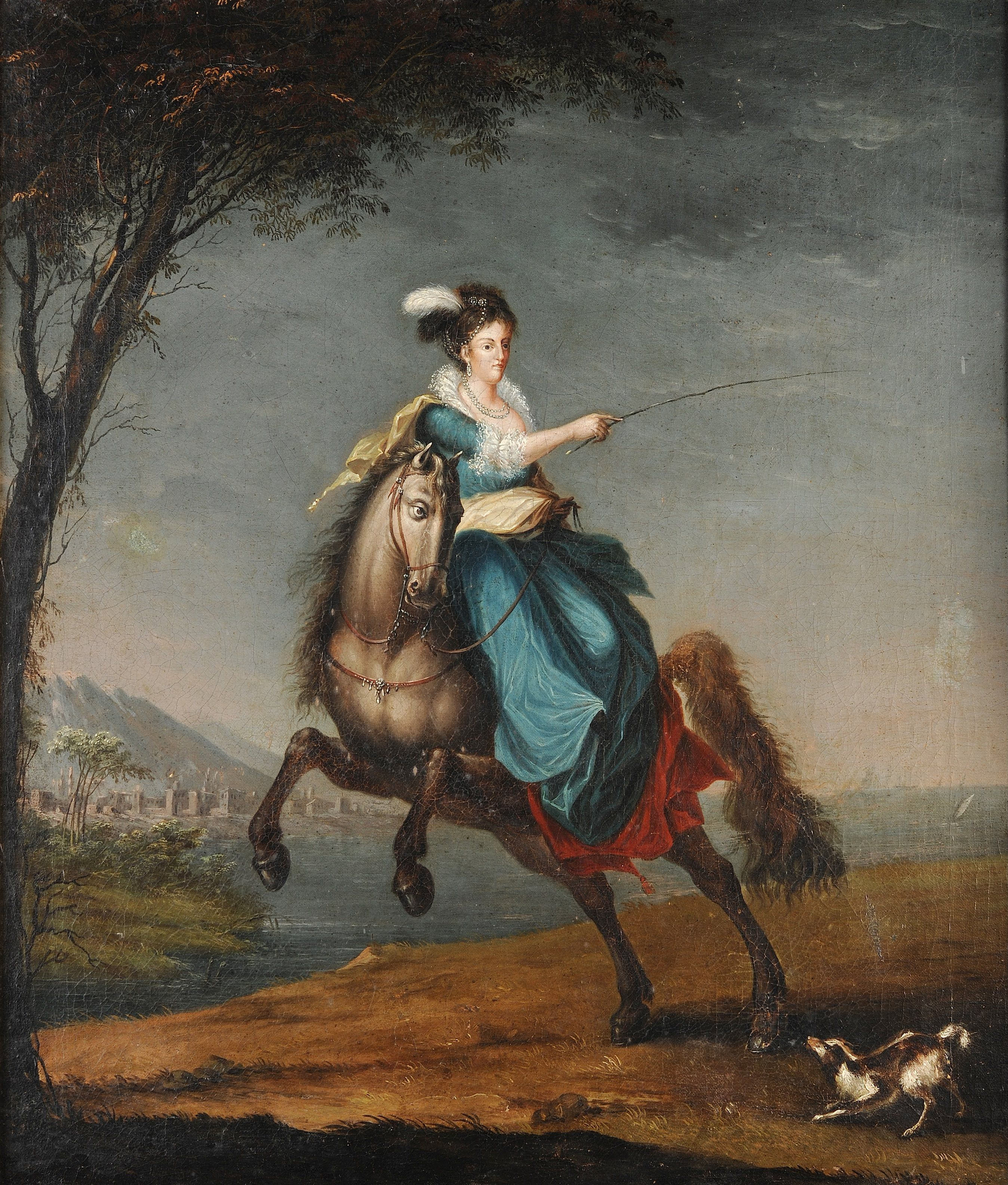
Retrato equestre de Carlota Joaquina – Domingos Sequeira, c. 1820
Museu Imperial, Petrópolis

Numa altura em que as mulheres não tinham voz, a não ser para urdir surdas intrigas, Carlota era uma mulher de elevada cultura política, com rasgos de extraordinária sagacidade, para além de mãe atentíssima, sobretudo no que concerne à saúde de seus filhos, e ainda de filha dedicada, de esposa muitas vezes terna, contra tudo o que dela se propalou".
O historiador Octávio Tarquínio de Sousa, em «História dos Fundadores do Império do Brasil», em 1957 diz: D. Carlota Joaquina é que se não resignava à inação política a que se via condenada, decidida, como estava, a dominar como soberana; e começando a lavrar no Rio da Prata os primeiros sintomas de emancipação, concebeu o projecto de levantar para si um trono nas províncias espanholas da América, ou pelo menos, de governar como regente em nome de seu irmão Fernando VII. Auxiliada pelo vice-almirante inglês Sydney Smith, e não encontrando oposição do marido, foram enviados agentes ao Rio da Prata, onde formaram um grande partido. As intrigas principiaram então a desenvolver-se mais cruéis e enredadoras.
Tal movimento ficou conhecido como Carlotismo, um movimento político que tinha como objetivo criar no Vice-Reino do Rio da Prata uma monarquia independente, cujo monarca seria a infanta Carlota Joaquina de Bourbon.
D. João pediu a Londres transferência do vice-almirante. Satisfeito o pedido, Sydney Smith retirou-se, vindo substitui-lo o almirante de Courcy. No entretanto, as divergências eram enormes. No próprio governo havia correntes muito opostas. D. João, então cedeu e, pediu que não a contrariassem sempre que suas exigências não fossem impossíveis de satisfazer. Anulados afinal os planos da Rainha, nem assim ela esmoreceu. Procurou ser agradável aos castelhanos, e conseguir, na falta de seu pai Carlos IV e de seu irmão, prisioneiros na França, ser nomeada regente da Espanha, e vir talvez a ser a herdeira de Carlos IV, abolindo-se a lei sálica. Para realizar o projeto, teve de sustentar acesa luta com o embaixador inglês, tendo a astúcia de alcançar que o governo da regência lhe permitisse enviar secretamente ao general Elio, que estava em Montevidéu, víveres e dinheiro, para o que não hesitou em vender as joias. Afinal, e visto não ser possível narrar detidamente as variadas peripécias desta luta de orgulhos e de ambições, o sonho dissipou-se.
No dia 26 de abril de 1821, ela embarcou para a a viagem de retorno a Portugal. Segundo Varnhagen: “O sentimento de el-rei e da família real por deixarem o Brasil se descobria nas lágrimas de todos, exceto a rainha”. Carlota Joaquina partia felicíssima, já que nunca gostou de viver no Brasil.

## Retorno a Portugal, conspirações e morte

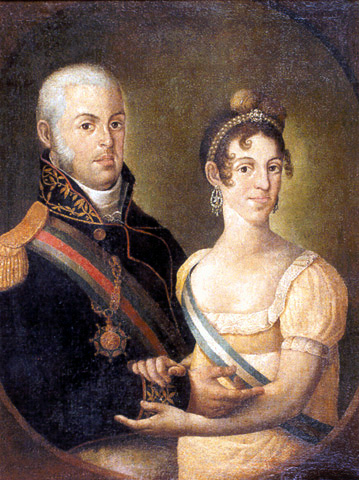
Carlota Joaquina
Manuel Dias de Oliveira, 1815
Museu Histórico Nacional

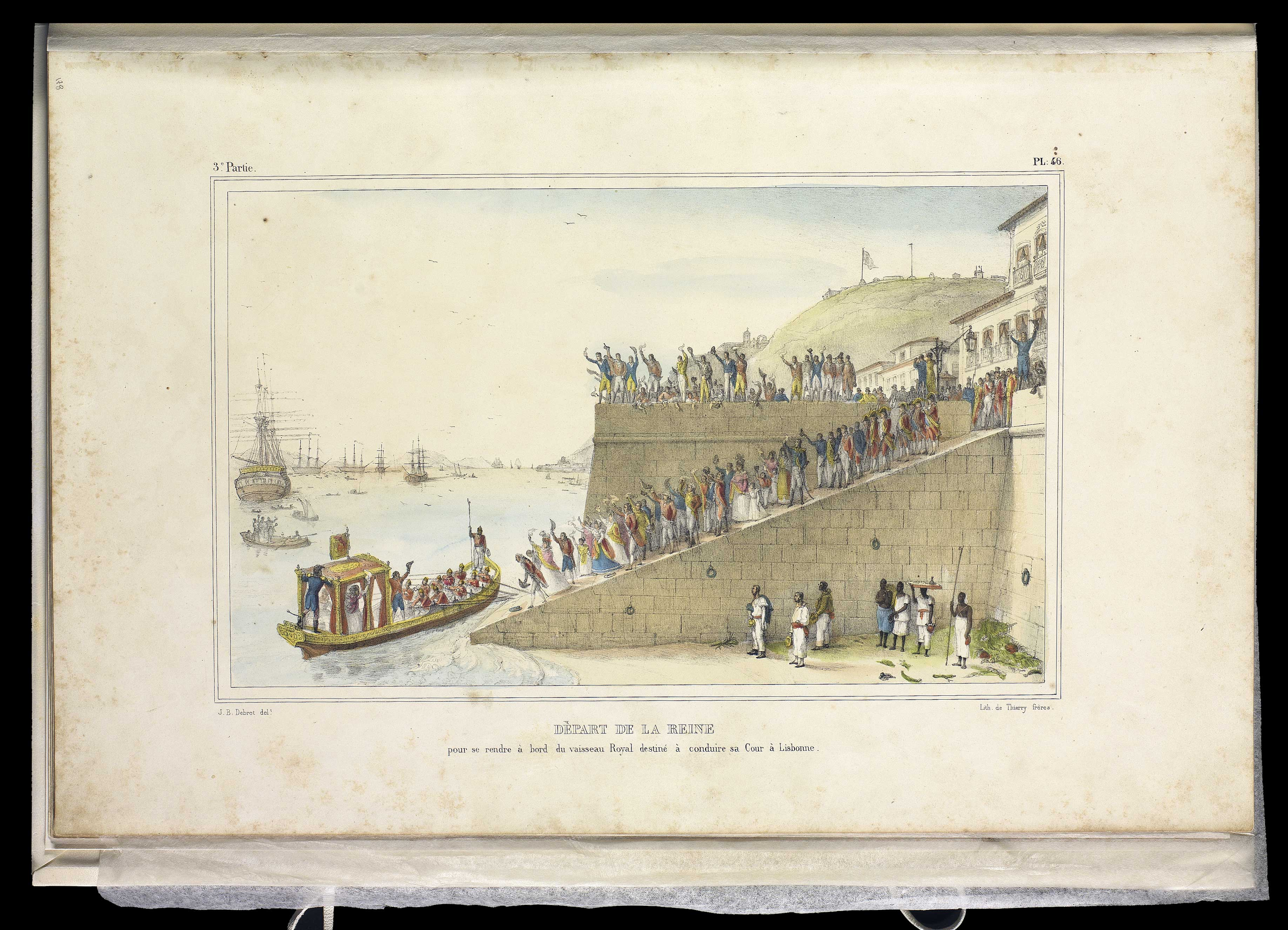
Partida da Rainha Carlota Joaquina a Lisboa
Thierry Frères, 1839 - Acervo Digital Afro-Brasileiro

Aliada aos frades, aos nobres, aos que se mostravam pouco simpáticos ao novo regime, urdia a conspiração chamada da rua Formosa, destinada a obrigar o rei a abdicar e a destruir a constituição. Falhando esse plano, as cortes de 15 de maio de 1822 decidiram deportar a rainha para o Palácio do Ramalhão, em Sintra, por ela se recusar a jurar a constituição, alvitre que ela aceitou com júbilo, pois lhe permitia continuar a sua obra perturbadora. Opondo-se abertamente à Revolução liberal do Porto, de 24 de agosto de 1820, foi a figura mais notável do país a recusar-se a jurar a Constituição de 1822, liberal, juntamente com o cardeal-patriarca de Lisboa, D. Carlos da Cunha e Menezes.
É nessa altura que escreve uma carta, de consulta pública que está na Biblioteca da Ajuda, "com as razões que a levaram a não jurar a referida constituição".
Neste retiro do Ramalhão tramou ainda a queda da mesma; e servindo-se de D. Miguel, seu filho que ela educara e com quem vivia intimamente, que nessa altura se deslocara do Brasil a Portugal continental, conseguiu realizar o movimento conhecido por Vilafrancada em 26 de maio. Derrubados os opositores liberais e dissolvidas as cortes constituintes, foi levantado o desterro da rainha, e D. João VI a foi buscar à quinta do Ramalhão, conduzindo-a ao Paço da Bemposta.
Pouco tempo, porém, durou a harmonia entre os esposos, porque a rainha mudou a sua residência para Queluz, e tornou-se cabeça do partido absolutista que dentro em pouco promoveu a Abrilada em 30 de abril de 1824. Tendo a rainha tomado parte manifesta no movimento, quando D. João VI, apoiado nos embaixadores francês e inglês, se decidiu a mandar sair do reino D. Miguel, ordenou que sua mulher se recolhesse ao paço de Queluz, e nunca mais aparecesse na corte.
Em consequência desse ato, que a promoveu a figura de proa do partido reaccionário, a rainha foi exilada para Queluz, período em que ganhou o epíteto de a "Megera de Queluz", vivendo uma vez mais separada do rei (que vivia no Palácio da Bemposta, em Lisboa), onde continuou a exercer intensa atividade política, promovendo várias conspirações para derrubar D. João VI e suspender a constituição.
O seu Palácio ou quinta do Ramalhão tornou-se o principal foco da intriga absolutista, e à rainha é imputada enorme responsabilidade nos projectos dos principais levantamentos reaccionários dos anos 1820 (a Vilafrancada, de 1823, e a Abrilada, de 1824), que procuraram abolir o constitucionalismo, afastar D. João VI do governo e colocar no trono infante D. Miguel, seu filho direto, a quem ela educara.
Após a Vilafrancada, o rei acabou por suspender a constituição, prometendo não obstante para breve a convocação de novas eleições, a fim de se redigir um novo texto constitucional. Foi então buscar a esposa no retiro e durante alguns meses, reinou a harmonia entre os dois.

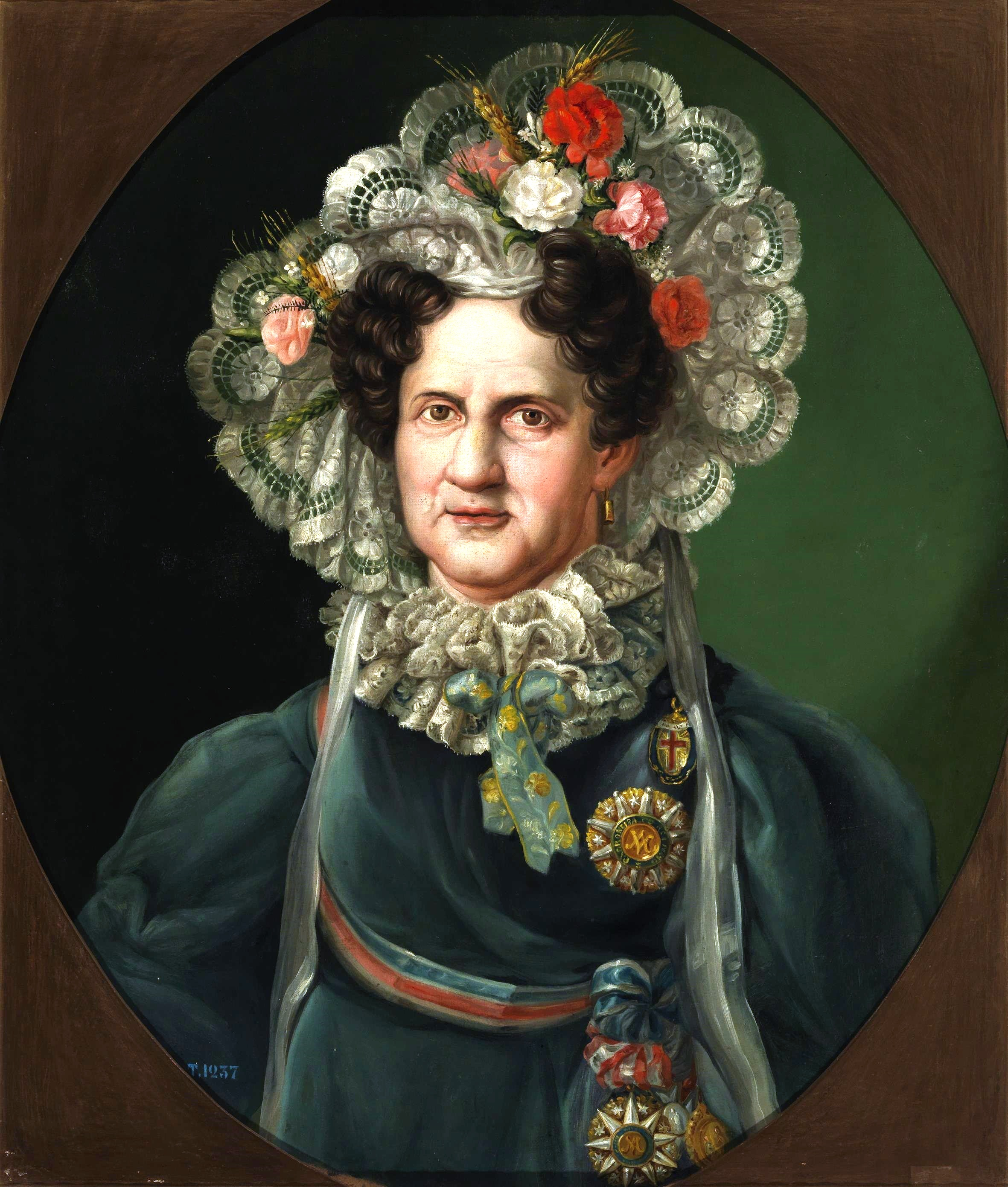
Carlota Joaquina de Borbón
Luis de la Cruz, c. 1825
Museu do Prado

Pouco tempo depois, esta harmonia desfez-se, após o golpe da Abrilada, em que o infante D. Miguel tentou apossar-se do trono, com o auxílio de sua mãe, a verdadeira cabeça do partido absolutista em Portugal. Com o apoio dos embaixadores francês e inglês, D. João retirou-se para um vaso de guerra estacionado no Tejo, exonerou D. Miguel do cargo de generalíssimo do exército e ordenou-lhe o exílio; quanto à sua esposa, decretou que fosse desterrada para sempre para Queluz, nunca mais devendo aparecer na corte. Sentindo a morte próxima (talvez porque fosse lentamente envenenado), D. João VI nomeou um conselho de regência para lhe suceder após a morte, o qual devia escolher o herdeiro do trono português e ao qual presidia a sua filha Isabel Maria de Bragança — retirava desta forma à sua mulher uma prerrogativa que desde sempre na história portuguesa havia cabido à rainha-viúva: o exercício da regência do reino durante a menoridade ou ausência do herdeiro no país. O documento que estabeleceu o conselho regencial tem sua veracidade hoje contestada, pois o rei — segundo afirmam os médicos e estudiosos atuais que analisaram as suas vísceras, enterradas em um jarro de porcelana chinesa sob uma laje, na capela dos Meninos de Palhavã, no Mosteiro de São Vicente de Fora, e a grafologia da sua assinatura — já se encontrava, alegam, morto à sua data.
A 10 de março de 1826 D. João VI faleceu no Palácio da Bemposta, tendo previamente nomeado regência presidida por sua filha, a infanta D. Isabel Maria, e composta do cardeal patriarca, Duque de Cadaval, Marquês de Valada, Conde dos Arcos e os seus ministros de Estado.
Instituíra uma ordem exclusivamente destinada às senhoras, com a autorização do príncipe regente, seu marido, por decreto de 4 de novembro de 1801, com a designação de Ordem das Damas Nobres de Santa Isabel, cujos estatutos foram confirmados pelo alvará de 25 de abril de 1804.
Durante o governo de D. Miguel, que ascendeu ao trono em 1828, não viria a ter papel relevante na governação daquele que fora, para muitos, o seu filho predilecto, pois faleceu (ou suicidou-se) em 1830 em Queluz. De resto, o próprio príncipe não a mandou chamar do desterro assim que subiu ao trono, pelo que faleceu só, esquecida, triste e amargurada. Segundo alguns historiadores, este facto é um dos vários indicadores de que teria existido um afastamento gradual entre mãe e filho nos últimos anos de vida daquela. Jaz no Panteão Real da Dinastia de Bragança, ao lado do seu desavindo marido, no Mosteiro de São Vicente de Fora em Lisboa.

## Historiografia

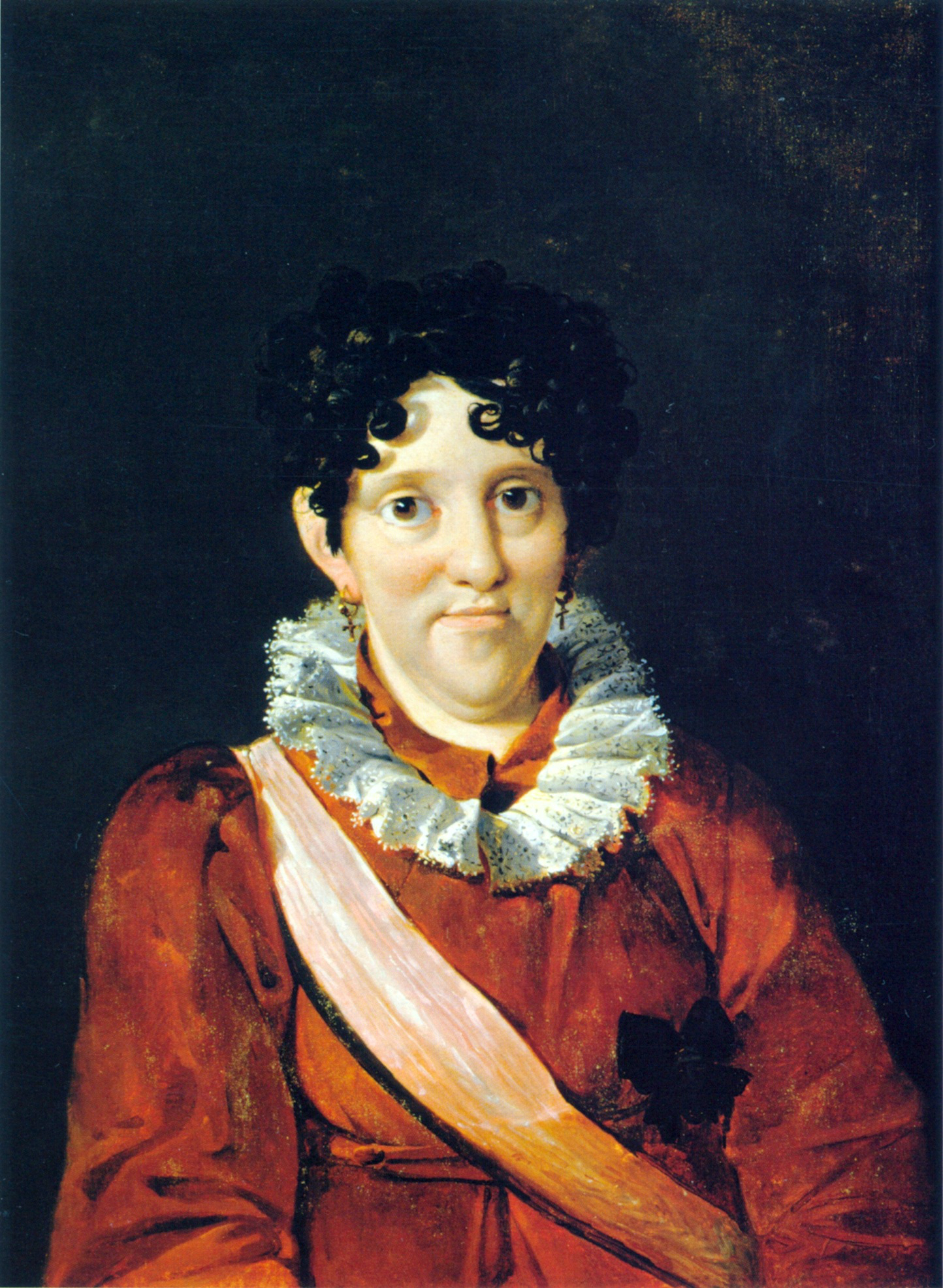
Retrato de Carlota Joaquina

A historiografia contemporânea ainda encontra dificuldades em desenhar o perfil histórico da mulher de D. João VI, cuja figura está envolta de anedóticas lendas e rumores, amplamente difundidas no imaginário popular. Assim como sua mãe, a intrigante rainha Maria Luísa da Espanha, e demais rainhas do período em que Carlota Joaquina estava inserida, num contexto de desprestígio das tradicionais monarquias absolutistas, a rainha portuguesa sofreu uma série de difamações que eram usadas como arma política.
Sua figura é associada à de uma mulher perversa e promíscua que insaciavelmente conspirava contra o marido o príncipe regente; A simples menção deste nome traz à imaginação um cortejo de caprichos dissolutos e de intrigas políticas. Um dos maiores, senâo o maior estorvo da vida de D. João, escreve o escritor Manuel de Oliveira Lima, enquanto o cronista carioca Luiz Edmundo destaca que Na Corte de Lisboa, a mulher de D. João lembrava uma gata eternamente no cio […] ao procurar seus amantes […] tudo lhe servia, tudo desde que tivesse a forma aproximada de um homem.
Recentemente, historiadores têm argumentado que a sua nacionalidade espanhola e envolvimento político numa época em que esse não era o papel usual de uma mulher, bem como o fato de a esposa de D. João pouco apreciar tanto a corte lusa como a posterior brasileira poderiam explicar o rancor e o desprezo que a História sente pela personagem; as biografias publicadas Carlota Joaquina a Rainha Intrigante (1949), de Marcus Cheke, e Carlota Joaquina, a rainha devassa (1968), de João Felício dos Santos, bem como o filme satírico Carlota Joaquina, Princesa do Brazil (1995), de Carla Camurati, reforçam essa imagem negativa de Carlota Joaquina.
A historiadora Francisca Nogueira de Azevedo, autora do livro Carlota Joaquina na Corte do Brasil, afirma que O movimento liberal e as transformações sociais e políticas do século 19 exigiram reinvenções do passado como forma de legitimar um presente que se queria construir. Carlota Joaquina, rainha portuguesa que nunca perdeu sua identidade espanhola, foi contra a vinda da família real ao Brasil — e declarou seu regozijo com a volta a Portugal —, que defendeu o absolutismo e se recusou a assinar a Constituição Liberal portuguesa, certamente não servia para subir ao pódio dos personagens dignos da memória nacional. O escritor argentino Marsilio Cassotti, diz que houve uma campanha sórdida dos governos português e inglês para desmoralizar a rainha, que sempre defendeu os interesses políticos coloniais espanhóis.

## Representações na cultura

### Cinema
- Heloísa Helena em Independência ou Morte (1972)[38]
- Ludmila Dayer e Marieta Severo em Carlota Joaquina, Princesa do Brazil (1995)[39]

### Televisão
- Bibi Ferreira em Marquesa de Santos (1984)[40]
- Raíssa Medeiros e Betty Lago em O Quinto dos Infernos (2002)[41]
- Susana Ribeiro em Liberdade, Liberdade (2016)[42]
- Débora Olivieri em Novo Mundo (2017)[43]
- Cristina Lago em Era uma Vez uma História (2017)[44]

Em 2007, a atriz Stella Miranda interpreta Carlota Joaquina no musical Império, de Miguel Falabella, que conta parte da história do Império do Brasil.

## Títulos, estilos e honrarias

### Títulos e estilos
- 25 de abril de 1775 – 8 de maio de 1785: Sua Alteza Real, a Infanta Carlota Joaquina da Espanha
- 8 de maio de 1785 – 11 de setembro de 1788: Sua Alteza Real, a Infanta Carlota Joaquina de Portugal
- 11 de maio de 1788 – 20 de março de 1816: Sua Alteza Real, a Princesa do Brasil, Duquesa de Bragança, etc.
- 20 de março de 1816 – 7 de setembro de 1822: Sua Majestade Fidelíssima, a Rainha do Reino Unido de Portugal, Brasil e Algarves
- 7 de setembro de 1822 – 10 de março de 1826: Sua Majestade Fidelíssima, a Rainha de Portugal e Algarves
  - 29 de agosto de 1825 – 10 de março de 1826: Sua Majestade Imperial e Fidelíssima, a Imperatriz do Brasil
  - 10 de março de 1826 – 7 de janeiro de 1830: Sua Majestade Imperial e Fidelíssima, a Imperatriz-Viúva
  - 10 de março – 2 de maio de 1826: Sua Majestade Fidelíssima, a Rainha-Viúva
  - 2 de maio de 1826 – 11 de julho de 1828: Sua Majestade Fidelíssima, a Rainha Carlota Joaquina
  - 11 de julho de 1828 – 7 de janeiro de 1830: Sua Majestade Fidelíssima, a Rainha-Viúva

### Honrarias
- Dama da Real Ordem das Damas Nobres da Rainha Maria Luísa[31]

## Descendência
| Nome                                 | Imagem | Nascimento            | Morte                  | Observações |
| ------------------------------------ | ------ | --------------------- | ---------------------- | --- |
| Maria Teresa                         |        | 29 de abril de 1793   | 17 de janeiro de 1874  | Casou-se com Pedro Carlos da Espanha e Portugal em 1810, com descendência. Casou-se com Carlos, Conde de Molina em 1838, sem descendência. |
| Francisco Antônio, Príncipe da Beira |        | 21 de março de 1795   | 11 de junho de 1801    | Morreu na infância. |
| Maria Isabel                         |        | 19 de maio de 1797    | 26 de dezembro de 1818 | Casou-se com Fernando VII da Espanha em 1816, com descendência.                                                                            |
| Pedro I do Brasil & IV de Portugal   |        | 12 de outubro de 1798 | 24 de setembro de 1834 | Casou-se com Maria Leopoldina da Áustria em 1817, com descendência. Casou-se com Amélia de Leuchtenberg em 1829, com descendência.         |
| Maria Francisca                      |        | 22 de abril de 1800   | 4 de setembro de 1834  | Casou-se com Carlos, Conde de Molina em 1816, com descendência.                                                                            |
| Isabel Maria                         |        | 4 de julho de 1801    | 22 de abril de 1876    | Não se casou. |
| Miguel I de Portugal                 |        | 26 de outubro de 1802 | 14 de novembro de 1866 | Casou-se com Adelaide de Löwenstein-Wertheim-Rosenberg em 1851, com descendência.                                                          |
| Maria da Assunção                    |        | 25 de junho de 1805   | 7 de janeiro de 1834   | Não se casou, morreu aos 28 anos. |
| Ana de Jesus Maria                   |        | 28 de outubro de 1806 | 22 de junho de 1857    | Casou-se com Nuno José de Moura Barreto, 2.º Marquês de Loulé em 1827, com descendência.                                                   |